# Galleria del Borgallo
La galleria del Borgallo è un tunnel ferroviario lungo 7.972 metri posto sulla linea Pontremolese, inaugurato nel 1894 come ultimo tronco della linea. 
Ai suoi estremi si trovano, dal lato settentrionale di Parma, la stazione di Borgo Val di Taro, mentre dal lato meridionale verso Pontremoli e la Spezia si trova la Stazione di Grondola-Guinadi, oggi dismessa dal servizio viaggiatori ed utilizzata come stazione di manovra per le locomotive di spinta.
La galleria ha permesso di collegare i due tronchi della linea scollegati fino al momento della sua apertura, aprendo quindi di fatto la strada al traffico ferroviario tra il nord Italia e La Spezia e il Tirreno. 

## Storia
I lavori di costruzione della galleria, l'opera più ardita di tutta la linea, iniziarono il 1 marzo 1883 su forte impulso del Regno d'Italia, per unire la Pianura Padana al porto di La Spezia. I lavori di scavo subirono fin da subito molti ritardi e problemi: già sei mesi dopo l’inizio dello scavo, l’attacco nord del tunnel fu invaso da una piena e i lavori vennero sospesi addirittura per due anni. I lavori ripresero soltanto due anni dopo, in seguito ad una accesa discussione su una possibile deviazione del tracciato da seguire. Nel 1886 il Governo del Regno decise che la tratta tra Pontemoli e Borgo Val di Taro sarebbe dovuta essere tutta a doppio binario, e perciò la porzione di galleria lunga 1,5 km già realizzata dovette essere allargata. Il 7 aprile 1893 all'interno della galleria si verificò un'esplosione di una sacca di gas innescata dalle lampade, il cui bilancio finale fu di 13 morti e 10 feriti gravi. L'incidente fu seguito dalla costituzione di comitati di assistenza ai feriti e alle famiglie dei defunti nei paesi interessati dalla costruzione, che a distanza di tre mesi dall'incidente intentarono una causa contro l'impresa esecutrice dei lavori per non aver versato le indennità previste in questi casi. La galleria venne inaugurata il 1 agosto 1894, con alcuni mesi di ritardo per i lavori di rifacimento di parti guastatisi e del riposizionamento di alcuni piedritti, senza alcuna cerimonia, in segno di lutto e di sdegno per il costo umano ed economico esorbitante. Il costo finale fu infatti di 46 milioni di lire, rispetto agli 8 preventivati all'inizio dei lavori e ai 26 milioni ricalcolati nel 1886, un costo elevatissimo e insolito per l'epoca, testimoniato anche dall'incongruenza dei prezzi a cui l'impresa costruttrice aveva subappaltato i lavori (costo di appalto: 64 lire per metro cubo, costo di subappalto: 22 lire per metro cubo). 
Dal 2002 ad oggi la galleria del Borgallo ha subìto lunghi interventi di manutenzione e ammodernamento che hanno interessato il consolidamento di circa 200 metri dell'arco rovescio, il rinnovo dei binari, l'adeguamento della sagoma per consentire il transito dei grandi container, il potenziamento dell'impianto di alimentazione elettrica e l'installazione di un sistema di illuminazione. Nel corso dei lavori il tunnel è stato anche attrezzato con i sistemi di sicurezza (nicchie di soccorso, impianti antincendio, sistemi di diffusione sonora). I lavori nella galleria hanno richiesto un investimento complessivo pari a circa 10 milioni di euro da parte di RFI.